# Mistrzostwa Świata w Lekkoatletyce 1995 – bieg na 100 m mężczyzn
Bieg na 100 m mężczyzn – jedna z konkurencji rozgrywanych podczas mistrzostw świata w lekkoatletyce w 1995. Eliminacje i ćwierćfinały odbyły się 5 sierpnia, półfinały i finał zaś rozegrano 6 sierpnia.
Do konkursu zgłoszonych zostało 91 zawodników z 62 państw.
Zawody w tej konkurencji wygrał reprezentant Kanady Donovan Bailey. Drugą pozycję zajął rodak triumfatora Bruny Surin, trzecią zaś reprezentujący Trynidad i Tobago Ato Boldon.

## Wyniki

### Eliminacje
Bieg 1
| Miejsce | Zawodnik            | Państwo         | Wynik |
| ------- | ------------------- | --------------- | ----- |
| 1.      | Deji Aliu           | Nigeria         | 10,20 |
| 2.      | Darren Braithwaite  | Wielka Brytania | 10,25 |
| 3.      | Édson Ribeiro       | Brazylia        | 10,37 |
| 4.      | Janis Zisimidis     | Cypr            | 10,53 |
| 5.      | Witalij Miedwiediew | Kazachstan      | 10,54 |
| 6.      | Nigel Jones         | Grenada         | 10,88 |
| 7.      | Adalberto Méndez    | Dominikana      | 10,92 |

Bieg 2
| Miejsce | Zawodnik           | Państwo  | Wynik |
| ------- | ------------------ | -------- | ----- |
| 1.      | Frankie Fredericks | Namibia  | 10,18 |
| 2.      | Andriej Grigorjew  | Rosja    | 10,24 |
| 3.      | Obadele Thompson   | Barbados | 10,27 |
| 4.      | Ousmane Diarra     | Mali     | 10,38 |
| 5.      | Benjamin Sirimou   | Kamerun  | 10,51 |
| 6.      | Franck Amégnigan   | Togo     | 10,81 |
| 7.      | Abdulaziz Mattar   | Bahrajn  | 10,93 |
| 8.      | Ahmed Shageef      | Malediwy | 11,46 |

Bieg 3
| Miejsce | Zawodnik        | Państwo           | Wynik |
| ------- | --------------- | ----------------- | ----- |
| 1.      | Donovan Bailey  | Kanada            | 10,13 |
| 2.      | Maurice Greene  | Stany Zjednoczone | 10,26 |
| 3.      | Paul Henderson  | Australia         | 10,35 |
| 4.      | Ołeh Kramarenko | Ukraina           | 10,46 |
| 5.      | Daniel Cojocaru | Rumunia           | 10,67 |
| 6.      | Azmi Ibrahim    | Malezja           | 10,76 |
| 7.      | Tesfaye Jenbere | Etiopia           | 11,20 |

Bieg 4
| Miejsce | Zawodnik           | Państwo                           | Wynik |
| ------- | ------------------ | --------------------------------- | ----- |
| 1.      | Michael Green      | Jamajka                           | 10,20 |
| 2.      | Augustine Nketia   | Nowa Zelandia                     | 10,24 |
| 3.      | Jason John         | Wielka Brytania                   | 10,25 |
| 4.      | Lars Hedner        | Szwecja                           | 10,43 |
| 5.      | Sanusi Turay       | Sierra Leone                      | 10,43 |
| 6.      | Aléxandros Terzián | Grecja                            | 10,47 |
| 7.      | Matarr Njie        | Gambia                            | 11,05 |
| 8.      | Odair Baia         | Wyspy Świętego Tomasza i Książęca | 11,19 |

Bieg 5
| Miejsce | Zawodnik         | Państwo           | Wynik |
| ------- | ---------------- | ----------------- | ----- |
| 1.      | Ato Boldon       | Trynidad i Tobago | 10,24 |
| 2.      | Peter Karlsson   | Szwecja           | 10,35 |
| 3.      | Glenroy Gilbert  | Kanada            | 10,36 |
| 4.      | Jaime Barragán   | Meksyk            | 10,53 |
| 5.      | Jorge Aguilera   | Kuba              | 10,58 |
| 6.      | Frutos Feo       | Hiszpania         | 10,59 |
| 7.      | Ricky Canon      | Nauru             | 11,51 |
| 8.      | Tururangi Tarapu | Wyspy Cooka       | 11,85 |

Bieg 6
| Miejsce | Zawodnik                | Państwo                  | Wynik |
| ------- | ----------------------- | ------------------------ | ----- |
| 1.      | Bruny Surin             | Kanada                   | 10,24 |
| 2.      | Ray Stewart             | Jamajka                  | 10,27 |
| 3.      | Ibrahim Meité           | Wybrzeże Kości Słoniowej | 10,40 |
| 4.      | Satoru Inoue            | Japonia                  | 10,56 |
| 5.      | Ołeksij Czychaczow      | Ukraina                  | 10,56 |
| 6.      | Peter Pulu              | Papua-Nowa Gwinea        | 10,68 |
| 7.      | Lin Wei                 | Chiny                    | 10,68 |
| 8.      | Ahmed Al-Moamari Bashir | Oman                     | 10,94 |

Bieg 7
| Miejsce | Zawodnik             | Państwo    | Wynik |
| ------- | -------------------- | ---------- | ----- |
| 1.      | Emmanuel Tuffour     | Ghana      | 10,24 |
| 2.      | Aleksios Aleksopulos | Grecja     | 10,35 |
| 3.      | Witalij Sawin        | Kazachstan | 10,49 |
| 4.      | Claus Hirsbro        | Dania      | 10,52 |
| 5.      | Dmytro Wanjajkin     | Ukraina    | 10,62 |
| 6.      | Garfield Gill        | Barbados   | 10,90 |
| 7.      | Albert Juan          | Guam       | 11,56 |
| 8.      | Darren Tuitt         | Montserrat | 11,67 |

Bieg 8
| Miejsce | Zawodnik                | Państwo         | Wynik |
| ------- | ----------------------- | --------------- | ----- |
| 1.      | Linford Christie        | Wielka Brytania | 10,26 |
| 2.      | Marc Blume              | Niemcy          | 10,39 |
| 3.      | Aleksandr Porchomowskij | Rosja           | 10,44 |
| 4.      | Matias Ghansah          | Szwecja         | 10,49 |
| 5.      | Reşat Oğuz              | Turcja          | 10,65 |
| 6.      | Fabian Muyaba           | Zimbabwe        | 10,67 |
| 7.      | Patrick Mocci-Raoumbé   | Gabon           | 10,73 |

Bieg 9
| Miejsce | Zawodnik         | Państwo           | Wynik |
| ------- | ---------------- | ----------------- | ----- |
| 1.      | Damien Marsh     | Australia         | 10,28 |
| 2.      | Olapade Adeniken | Nigeria           | 10,30 |
| 3.      | Renward Wells    | Bahamy            | 10,33 |
| 4.      | Leonardo Prevost | Kuba              | 10,60 |
| 5.      | Patrick Delice   | Trynidad i Tobago | 10,69 |
| 6.      | Kfir Golan       | Izrael            | 10,71 |
| 7.      | Bimal Tarafdar   | Bangladesz        | 10,90 |

Bieg 10
| Miejsce | Zawodnik            | Państwo         | Wynik |
| ------- | ------------------- | --------------- | ----- |
| 1.      | Chen Wenzhong       | Chiny           | 10,37 |
| 2.      | Robson da Silva     | Brazylia        | 10,37 |
| 3.      | Shane Naylor        | Australia       | 10,45 |
| 4.      | Fernando Ramírez    | Norwegia        | 10,53 |
| 5.      | Huang Hsin-pang     | Chińskie Tajpej | 10,66 |
| 6.      | Władisław Czernobaj | Kirgistan       | 11,00 |
| –       | Davidson Ezinwa     | Nigeria         | DNS   |

Bieg 11
| Miejsce | Zawodnik              | Państwo             | Wynik |
| ------- | --------------------- | ------------------- | ----- |
| 1.      | Joel Isasi            | Kuba                | 10,44 |
| 2.      | Stefan Burkart        | Szwajcaria          | 10,61 |
| 3.      | Yoshitaka Itō         | Japonia             | 10,62 |
| 4.      | Sidney de Souza       | Brazylia            | 10,63 |
| 5.      | Kurvin Wallace        | Saint Kitts i Nevis | 10,82 |
| 6.      | Francisco Obama Afang | Gwinea Równikowa    | 11,82 |
| –       | Dennis Mitchell       | Stany Zjednoczone   | DNF   |

Bieg 12
| Miejsce | Zawodnik          | Państwo           | Wynik |
| ------- | ----------------- | ----------------- | ----- |
| 1.      | Michael Marsh     | Stany Zjednoczone | 10,27 |
| 2.      | Patrick Stevens   | Belgia            | 10,42 |
| 3.      | Aninos Markulidis | Cypr              | 10,43 |
| 4.      | Chintake de Soysa | Sri Lanka         | 10,60 |
| 5.      | Miguel Janssen    | Aruba             | 10,73 |
| 6.      | Alvin Daniel      | Trynidad i Tobago | 10,81 |
| 7.      | Cu Thanh Giang    | Wietnam           | 11,18 |
| –       | Hassan Illiassou  | Niger             | DNS   |

### Ćwierćfinały
Bieg 1
| Miejsce | Zawodnik             | Państwo                  | Wynik |
| ------- | -------------------- | ------------------------ | ----- |
| 1.      | Donovan Bailey       | Kanada                   | 10,18 |
| 2.      | Damien Marsh         | Australia                | 10,25 |
| 3.      | Robson da Silva      | Brazylia                 | 10,29 |
| 4.      | Aleksios Aleksopulos | Grecja                   | 10,29 |
| 5.      | Chen Wenzhong        | Chiny                    | 10,32 |
| 6.      | Aninos Markulidis    | Cypr                     | 10,41 |
| 7.      | Ibrahim Meité        | Wybrzeże Kości Słoniowej | 10,50 |
| 8.      | Sanusi Turay         | Sierra Leone             | 10,55 |

Bieg 2
| Miejsce | Zawodnik          | Państwo         | Wynik |
| ------- | ----------------- | --------------- | ----- |
| 1.      | Linford Christie  | Wielka Brytania | 10,15 |
| 2.      | Ray Stewart       | Jamajka         | 10,24 |
| 3.      | Andriej Grigorjew | Rosja           | 10,27 |
| 4.      | Paul Henderson    | Australia       | 10,34 |
| 5.      | Deji Aliu         | Nigeria         | 10,36 |
| 6.      | Lars Hedner       | Szwecja         | 10,41 |
| 7.      | Patrick Stevens   | Belgia          | 10,42 |
| 8.      | Witalij Sawin     | Kazachstan      | 10,47 |

Bieg 3
| Miejsce | Zawodnik                | Państwo         | Wynik |
| ------- | ----------------------- | --------------- | ----- |
| 1.      | Olapade Adeniken        | Nigeria         | 10,23 |
| 2.      | Michael Green           | Jamajka         | 10,26 |
| 3.      | Augustine Nketia        | Nowa Zelandia   | 10,28 |
| 4.      | Emmanuel Tuffour        | Ghana           | 10,29 |
| 5.      | Jason John              | Wielka Brytania | 10,39 |
| 6.      | Aleksandr Porchomowskij | Rosja           | 10,52 |
| 7.      | Ousmane Diarra          | Mali            | 10,54 |
| 8.      | Stefan Burkart          | Szwajcaria      | 10,69 |

Bieg 4
| Miejsce | Zawodnik           | Państwo           | Wynik |
| ------- | ------------------ | ----------------- | ----- |
| 1.      | Michael Marsh      | Stany Zjednoczone | 10,03 |
| 2.      | Frankie Fredericks | Namibia           | 10,09 |
| 3.      | Joel Isasi         | Kuba              | 10,22 |
| 4.      | Édson Ribeiro      | Brazylia          | 10,29 |
| 5.      | Peter Karlsson     | Szwecja           | 10,39 |
| 6.      | Ołeh Kramarenko    | Ukraina           | 10,40 |
| 7.      | Marc Blume         | Niemcy            | 10,40 |
| 8.      | Glenroy Gilbert    | Kanada            | 10,41 |

Bieg 5
| Miejsce | Zawodnik           | Państwo           | Wynik |
| ------- | ------------------ | ----------------- | ----- |
| 1.      | Ato Boldon         | Trynidad i Tobago | 10,04 |
| 2.      | Bruny Surin        | Kanada            | 10,14 |
| 3.      | Renward Wells      | Bahamy            | 10,18 |
| 4.      | Darren Braithwaite | Wielka Brytania   | 10,23 |
| 5.      | Obadele Thompson   | Barbados          | 10,30 |
| 6.      | Maurice Greene     | Stany Zjednoczone | 10,35 |
| 7.      | Yoshitaka Itō      | Japonia           | 10,48 |
| 8.      | Shane Naylor       | Australia         | 10,49 |

### Półfinały
Bieg 1
| Miejsce | Zawodnik           | Państwo           | Wynik |
| ------- | ------------------ | ----------------- | ----- |
| 1.      | Bruny Surin        | Kanada            | 10,03 |
| 2.      | Ato Boldon         | Trynidad i Tobago | 10,10 |
| 3.      | Frankie Fredericks | Namibia           | 10,10 |
| 4.      | Linford Christie   | Wielka Brytania   | 10,12 |
| 5.      | Robson da Silva    | Brazylia          | 10,20 |
| 6.      | Renward Wells      | Bahamy            | 10,27 |
| 7.      | Michael Green      | Jamajka           | 10,30 |
| 8.      | Augustine Nketia   | Nowa Zelandia     | 10,45 |

Bieg 2
| Miejsce | Zawodnik           | Państwo           | Wynik |
| ------- | ------------------ | ----------------- | ----- |
| 1.      | Donovan Bailey     | Kanada            | 10,04 |
| 2.      | Michael Marsh      | Stany Zjednoczone | 10,08 |
| 3.      | Olapade Adeniken   | Nigeria           | 10,16 |
| 4.      | Ray Stewart        | Jamajka           | 10,17 |
| 5.      | Damien Marsh       | Australia         | 10,20 |
| 6.      | Joel Isasi         | Kuba              | 10,22 |
| 7.      | Darren Braithwaite | Wielka Brytania   | 10,28 |
| 8.      | Andriej Grigorjew  | Rosja             | 10,30 |

### Finał
| Miejsce | Zawodnik           | Państwo           | Wynik |
| ------- | ------------------ | ----------------- | ----- |
| 01 !    | Donovan Bailey     | Kanada            | 9,97  |
| 02 !    | Bruny Surin        | Kanada            | 10,03 |
| 03 !    | Ato Boldon         | Trynidad i Tobago | 10,03 |
| 4.      | Frankie Fredericks | Namibia           | 10,07 |
| 5.      | Michael Marsh      | Stany Zjednoczone | 10,10 |
| 6.      | Linford Christie   | Wielka Brytania   | 10,12 |
| 7.      | Olapade Adeniken   | Nigeria           | 10,20 |
| 8.      | Ray Stewart        | Jamajka           | 10,29 |